# Nicholas G. Carr
Nicholas George Carr (Cincinnati, 7 gennaio 1959) è uno scrittore statunitense, autore di libri e articoli di tecnologia, business e cultura. Il suo libro, "The Shallows: What the Internet Is Doing to Our Brains" è stato finalista nel 2011 per il Premio Pulitzer nella categoria General Nonfiction.

## L'importanza della tecnologia dell'informazione
Venne alla ribalta nel 2003 con l'articolo "IT Doesn't Matter" Archiviato il 26 dicembre 2013 in Internet Archive. pubblicato sulla "Harvard Business Review" e col libro del 2004 "Does IT Matter? Information Technology and the Corrosion of Competitive Advantage", Harvard Business School Press. In queste opere, piuttosto controverse, ha sostenuto che l'importanza strategica della tecnologia dell'informazione nel mondo degli affari è diminuita, in quanto l'Information Technology è diventata più diffusa, standardizzata ed economica. Le sue idee hanno irritato questo settore, destando sconcerto nei dirigenti della Microsoft, Intel, Hewlett-Packard e altre società del settore tecnologico, anche se altri commentatori hanno difeso la sua opinione. nel 2005, Carr ha pubblicato il controverso articolo "The End of Corporate Computing" nel MIT Sloan Management Review, nel quale ha sostenuto che in futuro le società acquisteranno sempre di più, e da fornitori esterni la tecnologia dell'informazione.

## Il lato oscuro della rete
Il secondo libro di Carr, "The Big Switch: Ricollega il mondo", da Edison a Google, venne pubblicato nel gennaio 2008 dalla casa editrice W. W. Norton. In Italia fu pubblicato con il titolo "Il lato oscuro della rete" dall'editore ETAS. Il testo esamina le conseguenze economiche e sociali della crescita di internet e del cloud computing, confrontandolo con le conseguenze dell'aumento del numero delle aziende elettriche nel XX secolo.

## Is Google Making Us Stupid?
Nell'estate del 2008, il periodico, The Atlantic ha pubblicato l'articolo di Carr denominato "Is Google Making Us Stupid?" L'articolo critica gli effetti del continuo utilizzo di internet sulle forme più profonde della cognizione umana. L'articolo venne letto e discusso ampiamente, sia nei mezzi d'informazione di massa che nella blogosfera. La tesi principale di Carr è che Internet potrebbe avere effetti negativi sulle abilità intellettuali, diminuendo la capacità di concentrazione e di contemplazione dell'individuo.

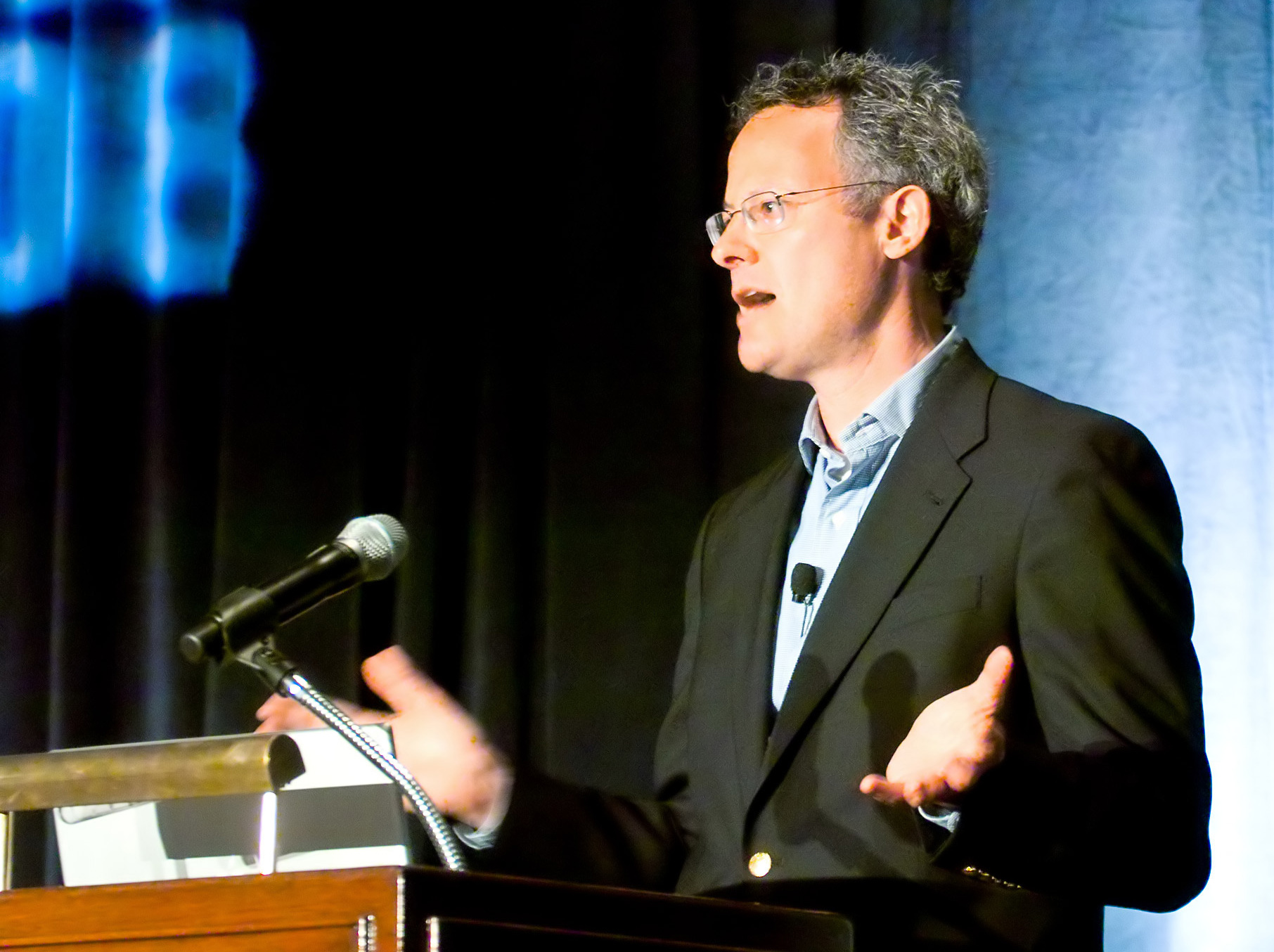
Nicholas Carr Parla al 12 ° Annual Gilder / Forbes Telecosm Conferenza a Il Sagamore Resort a Lake George, New York il 28 maggio 2008

## Internet ci rende stupidi?
Nel saggio intitolato "The Shallows", pubblicato nel giugno 2010, sviluppa ulteriormente questo argomento. Oltre ad essere un candidato al Premio Pulitzer, il libro apparso sul New York Times notificato dalla lista dei best seller ed è stato tradotto in 17 lingue.
Il testo effettua un'analisi di come le precedenti tecnologie per l'elaborazione delle informazioni abbiano influenzato il nostro modo di pensare. Uno degli esempi che vengono fatti è quello della mappa. Oggi noi diamo completamente per scontata l'esistenza delle mappe, ma c'è stata una fase della storia dell'umanità nella quale le mappe non erano ancora state inventate. Prima di tale invenzione, l'unico modo di avere percezione del territorio, erano gli organi di senso. Le mappe hanno permesso una rappresentazione astratta dei territori.
Un'altra tecnologia che viene citata, e che secondo l'autore ha un'importanza paragonabile a quella della stampa di Gutenberg, è la spaziatura tra le parole nella lingua scritta. L'autore afferma che prima che ci fosse l'invenzione della spaziatura, la lettura fosse un'attività estremamente difficoltosa a causa della necessità di distinguere tra una parola e l'altra. Tale invenzione ha permesso, secondo il nostro, la diffusione di idee molto più diverse e innovative.
Nel libro si afferma che la diffusione della stampa abbia permesso la lettura come attività individuale, riflessiva, prolungata e che permettesse di rimanere concentrati a lungo. Si afferma che l'essere concentrati sia molto difficile e innaturale, in quanto nella preistoria, chi rimaneva concentrato troppo a lungo, rischiava di essere vittima di un predatore. Oggi, però, la capacità di rimanere concentrati a lungo è molto importante, perché solo così è possibile avere una comprensione profonda del mondo che ci circonda e la possibilità di aprirsi ad idee innovative.
Secondo l'autore, il continuo multitasking incoraggiato dall'uso di internet e dei telefoni mobili, non permette alle persone di rimanere concentrate a lungo sulla stessa attività. Vengono portati anche dimostrazioni a supporto del fatto che un'informazione per passare dalla memoria a breve termine a quella a lungo termine, abbia bisogno di essere elaborata in modo continuo per almeno 5 secondi e che se si cambia attività con una frequenza eccessiva, la memoria a breve termine viene sovraccaricata, mentre quella a lungo termine non fa in tempo ad analizzare le informazioni.

### Risposte e critiche
Trent Bateson sostiene che, piuttosto che paragonare la lettura su Internet alla tradizione scritta, sarebbe più adeguato considerarla come una nuova forma di oralità. Il web è un luogo nel quale si cercano informazioni che non sono definitive, e non necessariamente devono provenire da una fonte autorevole. Il "libro" ci ha indotto a credere che un singolo autore sia in grado di scrivere un compendio del sapere assoluto in un singolo volume, favorendo così una visione altamente istituzionalizzata dell'istruzione. I libri sono pesanti e costosi e richiedono parecchio tempo per essere realizzati. Producono quindi un rallentamento all'avanzare della conoscenza, essendo inoltre una forma di comunicazione essenzialmente uni-direzionale. Bateson conclude la propria risposta affermando che internet abbia restituito la condizione sociale della cultura.
Jim Holt lo ha paragonato ad un altro libro: "The Gutenberg Elegies" di Sven Birkerts. Steven Pinker ha spiegato che la mente non è come la plastilina che viene modellata dalle esperienze. È vero che le informazioni modificano leggermente la struttura, ma l'architettura generale del cervello rimane inalterata. L'intelligenza può essere suddivisa tra fluida, ovvero quella che serve a risolvere i problemi, e cristallizzata, quella che crea nuova conoscenza. L'uso dei computer e soprattutto dei videogiochi può migliorare l'intelligenza fluida, ma secondo Carr può inibire lo sviluppo di quella cristallizzata.

## Il blogRough Type
Attraverso il suo blog, "Rough Type", Carr ha criticato l'utopismo tecnologico, e in particolare delle affermazioni populiste fatte online riguardo alla produzione sociale. Nel suo saggio del 2005, postato sul blog dal titolo, "L'amoralità del Web 2.0", ha criticato la qualità del lavoro di volontariato nei progetti di informazione del Web 2.0, come Wikipedia e la blogosfera. Ha sostenuto che tali progetti possano avere un effetto negativo sulla società, provocando difficoltà economiche alle alternative più costose e professionali.
In risposta alle critiche di Carr, il cofondatore di Wikipedia Jimmy Wales ha ammesso che la scarsa qualità degli articoli di Wikipedia citati da Carr, provochino un imbarazzo terribile, e nella stessa mail si è chiesto il motivo per il quale tali voci abbiano una qualità così bassa e cosa possa essere fatto per migliorare la situazione.
Nel maggio 2007, Carr ha sostenuto che la posizione dominante delle pagine di Wikipedia in molti risultati di ricerca rappresenta un consolidamento pericoloso del traffico Internet e dell'autorità, che può essere portato alla creazione di quello che lui chiama "le piantagioni di informazione ". Carr ha coniato, nel mese di agosto 2007, il termine "wikicrats" nell'ambito di una critica più generale di ciò che egli vede come la tendenza di Wikipedia a sviluppare sistemi sempre più elaborati e complessi di regole e di rango burocratico o di casta nel tempo, piuttosto che essere utile supporto ai volontari che scrivono gli articoli.
Nel gennaio 2008 Carr è diventato membro dell'Editorial Board of Advisors della Encyclopædia Britannica. All'inizio della sua carriera, Carr servito come direttore esecutivo della Harvard Business Review. Ha studiato al Dartmouth College e alla Harvard University.

### Opinioni e le reazioni
- How Long Does IT Matter? (Err 404 - 12 feb 2011)
- The Argument Over IT Archiviato il 20 maggio 2008 in Internet Archive. May 1, 2004
- Does Nick Carr matter? August 21, 2004
- Nicholas Carr Strikes Again January 23, 2008 ITworld

## Libri
- Digital Enterprise: How to Reshape Your Business for a Connected World (2001) ISBN 1-57851-558-0
- Does IT Matter? (2004) ISBN 1-59139-444-9
- The Big Switch: Rewiring the World, from Edison to Google (2008, W. W. Norton) ISBN 978-0-393-06228-1
- The Shallows: What the Internet Is Doing to Our Brains (2010, W. W. Norton) ISBN 978-0-393-07222-8 Tr. it., Internet ci rende stupidi? (2011, Raffaello Cortina Editore) ISBN 978-88-6030-377-6
- (EN) Nicolas G. Carr, The Glass Cage: automation and us, W. W. Norton &  Company, 2014, ISBN 978-0-393-24076-4. Tr. it., La gabbia di vetro (2015, Raffaello Cortina Editore) ISBN 978-88-6030-745-3